# HC Rijnvliet
HC Rijnvliet is een Nederlandse hockeyclub uit Utrecht. De club is opgericht op 29 oktober 2015. Het clubhuis werd gedeeld met SV Nieuw Utrecht maar heeft nu een eigen clubhuis. De accommodatie ligt op Sportpark Rijnvliet.
De club beschikt over drie watervelden, een zandveld en daarnaast een klein oefenveldje.
Het eerste herenteam komt in 2019/2020 uit in de derde klasse. Het eerste damesteam komt uit in de vierde klasse.
In juni 2019 is begonnen met de bouw van een eigen (tijdelijk) clubhuis. Dit wordt naar verwachting begin november 2019 opgeleverd.
Sinds 2017 organiseert HC Rijnvliet voor haar (jongste) jeugdleden, 2e jaars F tot en met 2e jaars D, in de herfstvakantie de hockeydagen. Deze dagen worden op vrijwillige basis georganiseerd door de spelers van heren 1 en zijn bedoeld om, naast twee sportieve en leuke dagen, de samenhang binnen de club te bevorderen.